# Ludwig Schweickert
Ludwig Schweickert (* 26. April 1915 in Fürth; † 11. Juli 1943 bei Orjol, Sowjetunion) war ein deutscher Ringer.

## Leben
Ludwig Schweickert begann seine Laufbahn in Fürth, wechselte aber 1936 als Berufssoldat nach Berlin. Seinen ersten bemerkenswerten Erfolg errang er 1935, als er im Freundschaftskampf Bayern – Tschechoslowakei den tschechoslowakischen Meister Samec schlug. Von da an häuften sich seine Erfolge. In seiner weiteren Laufbahn war er gewissermaßen mit zwei Personen schicksalhaft verbunden. Die eine war Ivar Johansson, Schweden, die andere Werner Seelenbinder. Bei einem internationalen Turnier im Februar 1936 in Berlin besiegte Ludwig Schweickert Ivar Johansson nach Punkten. Bei den nächsten großen internationalen Meisterschaften siegte aber stets Ivar Johansson über Ludwig Schweickert und verlegte diesem sowohl bei den Olympischen Spielen 1936 in Berlin als auch bei den Europameisterschaften 1937, 1938 und 1939 den Sprung aufs oberste Treppchen. Viermal wurde Schweickert von Ivar Johansson bei diesen Meisterschaften knapp nach Punkten geschlagen.
Zusammen mit Werner Seelenbinder, einem bekennenden Kommunisten, gehörte Schweickert von 1935 bis 1941 der deutschen Ringer-Nationalmannschaft an und war mit ihm befreundet. Seine Stellung als Berufssoldat und das damit verbundene Treueverhältnis zum Staat brachte ihn durch die Agitation Seelenbinders häufig in Schwierigkeiten. Am 30. März 1941 standen Schweickert und Seelenbinder im Länderkampf gegen Italien in Bologna noch gemeinsam in der deutschen Staffel, beide gewannen ihre Kämpfe. 1942 wurde Seelenbinder von der Gestapo verhaftet und von den Nationalsozialisten umgebracht. Auch Kurt Frey, der nationalsozialistische Fachamtsleiter für Ringen, der Seelenbinder lange gestützt hatte, konnte dies nicht verhindern. Ludwig Schweickert brachte sein Beruf mit 28 Jahren 1943 den Tod in der Sowjetunion.

## Internationale Erfolge
| Jahr | Platz  | Wettbewerb                | Stil | Gewichtsklasse | |
| 1935 | 5.     | EM in Brüssel             | F    | Mittel         | nach Freilos, Niederlagen gegen Bechir Bouazzat, Frankreich u. Kálmán Sóvári, Ungarn                                                                                           |
| 1936 | 1.     | Intern. Turnier in Berlin | GR   | Mittel         | vor Ivar Johansson, Schweden, Josef Paar und Albert Laudien, beide Deutschland                                                                                                 |
| 1936 | Silber | OS in Berlin              | GR   | Mittel         | mit Siegen über Ercole Gallegati, Italien, Francisc Cocoș, Rumänien, Pointner, Österreich, József Palotás, Ungarn und einer 1:2-Punktniederlage gegen Ivar Johansson, Schweden |
| 1937 | 2.     | EM in Paris               | GR   | Mittel         | mit Siegen über Voldemar Mägi, Estland, Béchir Bouazzat, Frankreich, Portengen, Niederlande, Francisc Cocoș, und einer Punktniederlage gegen Ivar Johansson                    |
| 1938 | 5.     | EM in Tallinn             | GR   | Mittel         | nach Siegen über Arvi Pikkusaari, Finnland und Voldemar Roolaan, Estland und einer Niederlage gegen Ivar Johansson                                                             |
| 1939 | 2.     | EM in Oslo                | GR   | Mittel         | nach Siegen über Gyula Kovács, Ungarn, Georgs Ozoliņš, Lettland und einer Punktniederlage gegen Ivar Johansson                                                                 |

Ferner vertrat er Deutschland in 23 Länderkämpfen und siegte dabei sechzehnmal.

## Nationale Erfolge (Deutsche Meisterschaften)
| Jahr | Platz | Stil | Gewichtsklasse | Ergebnis                                                     |
| 1935 | 2.    | F    | Mittel         | hinter Jean Földeák, Hamburg, vor Erich Drewing, Köln        |
| 1937 | 1.    | GR   | Mittel         | vor Schröder, Berlin u. Hans Schedler, Halle                 |
| 1938 | 1.    | GR   | Mittel         | vor Albert Laudien, Wilhelmshaven u. Theo Hilgert, Stuttgart |
| 1938 | 2.    | F    | Mittel         | hinter Fritz Schäfer, Ludwigshafen, vor Albert Laudien       |
| 1939 | 1.    | GR   | Mittel         | vor Willi Lindner, Leipzig u. Schröder, Berlin               |
| 1940 | 1.    | GR   | Mittel         | vor Albert Laudien u. Kurt Hoffmann, Greiz                   |
| 1940 | 1.    | F    | Mittel         | vor Albert Laudien u. Gustav Gocke, Dortmund                 |
| 1941 | 1.    | GR   | Mittel         | vor Theo Hilgert u. Alfred Röttgen, Köln                     |
| 1941 | 1.    | F    | Mittel         | vor Herbert Krauskopf, Wilhelmshaven u. Kurt Hoffmann        |
| 1942 | 1.    | GR   | Mittel         | vor Alfred Röttgen u. Jean Kreuz, Ludwigshafen               |

Anm.: OS = Olympische Spiele, EM = Europameisterschaft, GR = griechisch-römischer Stil, F = Freistil, Mittelgewicht, damals bis 79 kg Körpergewicht